# Штајнбург (Штомарн)
Штајнбург (њем. Steinburg) општина је у њемачкој савезној држави Шлезвиг-Холштајн. Једно је од 55 општинских средишта округа Штормарн. Према процјени из 2010. у општини је живјело 2.512 становника. Посједује регионалну шифру (AGS) 1062091.

## Географски и демографски подаци
Штајнбург се налази у савезној држави Шлезвиг-Холштајн у округу Штормарн. Општина се налази на надморској висини од 60 метара. Површина општине износи 23,9 km². У самом мјесту је, према процјени из 2010. године, живјело 2.512 становника. Просјечна густина становништва износи 105 становника/km².